# Haláčovce
Haláčovce es un municipio situado en el distrito de Bánovce nad Bebravou, en la región de Trenčín, Eslovaquia. Tiene una población estimada, en agosto de 2022, de 355 habitantes.
Está ubicado en el centro-sur de la región, cerca del río Bebrava (cuenca hidrográfica del río Danubio) y de la frontera con la región de Nitra.

## Demografía
| Año        | 1994 | 2004     | 2014     | 2024    |
| ---------- | ---- | -------- | -------- | ------- |
| Población  | 285  | 322      | 367      | 349     |
| Diferencia |      | +12,98 % | +13,97 % | −4,90 % |

| Año        | 2023 | 2024    |
| ---------- | ---- | ------- |
| Población  | 351  | 349     |
| Diferencia |      | −0,56 % |